# تشرینگ توبگای
تشرینگ توبگای یا تشرینگ توبگی (به انگلیسی: Tshering Tobgay) (زاده ۱۹ سپتامبر ۱۹۶۵) سیاست‌مدار، رهبر حزب دموکراتیک خلق بوتان و نخست‌وزیر وقت بوتان از ژوئیه ۲۰۱۳ تا کنون است.
در انتخابات ملی بوتان سال ۲۰۱۳، حزب حاکم دروک فونسوم تشوگپا (DPT) و حزب دمکراتیک خلق (PDP) با یکدیگر رقابت کردند که تشرینگ توبگای، رهبر حزب دموکراتیک خلق بوتان پیروز شد.

## تغییر حکومت بوتان از حکومت سلطنتی به نظام پارلمانی
پادشاه پیشین بوتان، جیگمه سینگیه وانگچوک، روند تغییر حکومت این کشور را از حکومت مطلق سلطنتی به نظام دمکراسی پارلمانی را از سال ۲۰۰۱ آغاز کرد.
در این نظام جدید، پادشاه رئیس دولت بوده و اما پارلمان با دو سوم اکثریت از قدرت لازم برای استیضاح وی برخوردار است. در پارلمان بوتان سه نوع کرسی متفاوت وجود داردکه ۲۵ کرسی از سوی شورای ملی یا مجلس سنا و پنج کرسی از سوی شاه انتخاب می‌شود و ۲۰ کرسی منتخب ۲۰ ناحیه است.
اولین انتخابات بوتان در سال ۲۰۰۸ پس از کمرنگ شدن نقش پادشاه این کشور در اداره بوتان برگزار شد. انتخابات ملی بوتان سال ۲۰۱۳، دومین انتخابات برگزار شده در بوتان پس از تبدیل این کشور به کشوری دموکراتیک در سال ۲۰۰۸ بود.
جیگمه سینگیه وانگچوک، در دسامبر سال ۲۰۰۶ سلطنت را به پسر خود، جیگمی خسار نامگیال وانگچوک که تحصیلکرده دانشگاه آکسفورد است، واگذار کرد.
دولت موقت بوتان تا قبل از انتخاب نخست وزیر جدید این کشور را سونام توبگی سرپرستی می‌کرد که ریاست قوه قضائیه کشور بوتان را بر عهده دارد.